# Dwór w Solnej
Dwór w Solnej (niem. Wasserschloss Gross Sägewitz) – zabytkowy dwór wybudowany w miejscowości Solna. Obecnie w ruinie.
Pierwotnie dwór na wodzie, na co wskazuje niemiecka nazwa Wasserschloss, wybudowany w 1614 r. w stylu renesansowym, przebudowany w XIX w. Piętrowy obiekt postawiony na planie prostokąta, kryty dachem dwuspadowym. Od frontu trzypiętrowy ryzalit zwieńczony renesansowym szczytem z głównym wejściem w prostokątnym kamiennym portalu, do którego prowadzą trzy schody. Nad portalem płycina w kartuszu z sentencją i dwoma herbami na po bakach. Na rogach ściany frontowej ośmioboczne, piętrowe wieże – alkierze (podobnie: Zamek w Piotrowicach Świdnickich), kryte dachem wieżowym. Obiekt zniszczony w 1945 jest częścią zespołu dworskiego z XVII w., przebudowanego w XIX w., do którego należy również park.

## Pałac

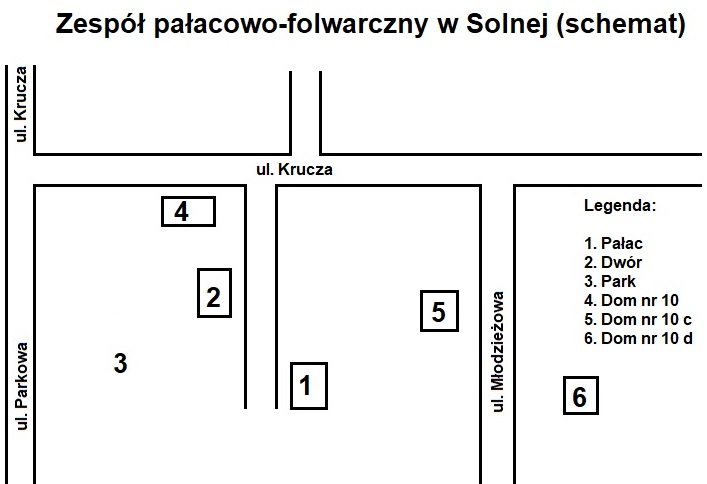
Zespół pałacowo-folwarczny w Solnej (schemat)

Obok dworu znajduje się zabytkowy pałac (niem. Neue Schloss Gross Sägewitz) wybudowany dla biskupa wrocławskiego Leopolda von Sedlnitzky’ego. Piętrowy pałac, kryty płaskim dachem, wybudowany na rzucie prostokąta. Po lewej stronie dobudowana czworoboczna dwupiętrowa wieża zwieńczona kamienną balustradą. Od frontu główne wejście na wysokim paterze, w półkoliście zwieńczonym portalu, do którego prowadzą schody. Od zaplecza oranżeria po lewej stronie przy wieży, oraz centralnie ganek z wyjściem na ogród. Pałac został ujęty w Wykazie zabytków architektury i budownictwa gminy Kobierzyce. Jest częścią większego zespołu pałacowo-folwarcznego, w skład którego wchodzą zabytkowy park (nr rej. A/3849/545/W z 31.01.1984), zrujnowany dwór oraz:
- dom mieszkalny nr 10 wybudowany w XIX/XX w.
- dom mieszkalno-gospodarczy nr 10 c z końca XIX w.
- dom mieszkalny nr 10 d wybudowany na przełomie XIX/XX w.
- stodoła z końca XIX w.
- spichlerz wybudowany na przełomie XVIII/XIX w.
- stajnia z końca XIX w.[9]

Właścicielami pałącu byli: biskup Leopold von Sedlnitzky, Karl P. von Harrach, Leopold von Harrach (1839–1916), Manfred von Harrach, Anna B. von Rohr, Günther von Harrach